# Stazione di Via Gianturco
Stazione di Via Gianturco vasútállomás Olaszországban, Nápoly településen.

## Vasútvonalak
Az állomást az alábbi vasútvonalak érintik:
- Napoli-Pompei-Poggiomarino-vasútvonal
- Nápoly–Ottaviano–Sarno-vasútvonal

## Kapcsolódó állomások
A vasútállomáshoz az alábbi állomások vannak a legközelebb:
- Stazione di San Giovanni a Teduccio (Stazione di Poggiomarino, Napoli-Pompei-Poggiomarino-vasútvonal)
- Stazione di Napoli Garibaldi (Stazione di Napoli Porta Nolana, Napoli-Pompei-Poggiomarino-vasútvonal, Nápoly–Ottaviano–Sarno-vasútvonal)
- Stazione di San Giovanni a Teduccio (Stazione di Sarno (Circumvesuviana), Nápoly–Ottaviano–Sarno-vasútvonal)